# At være eller la' være
At være eller la' være er en dansk eksperimentalfilm fra 1979 instrueret af Bent Barfod.

## Handling
Hovedpersonen, en tegner, spillet af Louis Miehe-Renard, føler, at han tvinges til at gå på akkord i sit arbejde. Det medfører, at han "flipper ud" i sin tankegang. Her møder han de samme personer som i hverdagen, men i andre skikkelser. Susse Wold optræder som en rar, lidt skuffet heks, som henviser tegneren til sit tip-tip-tip-oldebarn (også Susse Wold), en ekspeditrice, som prøver at skaffe ham Lykkens Galoscher. Jess Ingerslev er hovedpersonens forskellige plageånder: Bureaudirektør, flabet ven og ophøjet kunstmaler, videnskabsmand, Godot-vagabond og Napoleon.

## Medvirkende
- Louis Miehe-Renard, tegner
- Susse Wold, heks
- Jess Ingerslev, plageånd